# 목도중학교
목도중학교는 충청북도 괴산군 불정면에 있었던 공립 중학교이다.

## 학교 연혁
- 1955년 6월 1일 : 개교
- 2013년 2월 28일 : 폐교 및 인근 학교와 기숙형 중학교 괴산오성중학교로 통합[1], 58년만에 폐업

## 폐교 이후
폐교 이후 목도중학교 자리에는 목도나루학교가 2023년에 개교하였다.

## 같이 보기
- 괴산오성중학교
- 목도고등학교